# Ocotea porphyria
Ocotea porphyria là loài thực vật có hoa trong họ Nguyệt quế. Loài này được (Griseb.) van der Werff miêu tả khoa học đầu tiên.